# Колфакс (Ајова)
Колфакс (енгл. Colfax) град је у америчкој савезној држави Ајова. По попису становништва из 2010. у њему је живело 2.093 становника.

## Демографија
Према попису становништва из 2010. у граду је живело 2.093 становника, што је -130 (-5.8%) становника више него 2000. године.
| Група             | 2000.         | 2010.         |
| Белци             | 2.169 (97,6%) | 2.044 (97,7%) |
| Афроамериканци    | 11 (0,5%)     | 6 (0,3%)      |
| Азијати           | 4 (0,2%)      | 2 (0,1%)      |
| Хиспаноамериканци | 16 (0,7%)     | 18 (0,9%)     |
| Укупно            | 2.223         | 2.093         |